# Подемос (Венесуэла)
«За социал-демократию» (исп. Por la Democracia Social, PoDemoS) — левоцентристская партия Венесуэлы, основана 22 марта 2002 года, но официально датой учреждения считается 23 апреля 2003 года. Создана в результате раскола партии Движение к социализму. Первоначально поддерживала Уго Чавеса, позднее перешла к нему в оппозицию, что привело к расколу партии. Внутрипартийный конфликт был разрешён Верховным судом Венесуэлы в пользу бывшего губернатора штат Арагуа Дидалко Боливара, под руководством которого «Подемос» вернулась в стан сторонников Уго Чавеса.
Название партии Podemos не только акроним полного наименования, но и слово означающее «Мы можем». Подпись в профайле официального аккаунта в Twitter — «Социалистическая партия Мы можем. Верные Чавесу» (исп. Partido Socialista PODEMOS. Leales a Chávez).
Партия — член Постоянной конференции политических партий Латинской Америки и Карибского бассейна (COPPPAL), ранее также была консультативным членом Социалистического интернационала.

## История
В 2001 году состоялись внутрипартийные выборы руководства партии Движения к социализму, закончившиеся расколом. Депутат от штата Арагуа Исмаэль Гарсия и Рафаэль Симон Хименес объявили о своей победе, которую не признали их оппоненты. В 2002 году конфликт усугубился решением лидеров движения перейти в оппозицию к Чавесу из-за его авторитаризма. Уже в том же году партию покинули Гарсия и Симон Хименес, а также губернатор штата Арагуа Дидалко Боливар. 22 марта 2002 года они решили создать Движение за социал-демократию, собираясь и в дальнейшем поддерживать президента Венесуэлы Уго Чавеса. 22—25 апреля того же года состоялся Учредительный и идеологический конгресс, участники которого выбрали членов Национального бюро новой партии. Новообразованное движение раскололось ещё даже не успев зарегистрироваться. В том же 2002 году из «Подемос» вышли несколько парламентариев во главе с Рафаэлем Симоном Хименесом и создали свою партию «Пусть» (исп. Vamos), позднее вошедшую в состав социал-демократической партии «Демократической полюс» (исп. Polo Democrático, PD, Polo).
20 февраля и 20 марта 2003 года были зарегистрированы региональные партии «Подемос» в следующих штатах: Ансоатеги, Апуре, Арагуа, Карабобо, Кохедес, Дельта-Амакуро, Нуэва-Эспарта, Португеса, Тачира, Сукре и Сулия, а также в Федеральном округе. 18 августа 2003 года Национальный избирательный совет признал за «Подемос» статус национальной политической партии. Тем не менее, датой основания партии принято считать 22 апреля 2003 год, когда «Подемос» провела своё первое публичное выступление, митинг в культурно-развлекательном комплексе «Многогранник Каракаса» (исп. Poliedro de Caracas).
На региональных выборах 2004 года партия получила 401 635 голосов (6,20 %), став по их итогам третьей партией страны, пропустив вперёд только Движение за Пятую республику Чавеса и ведущую партию античавистской оппозиции Демократическое действие. При поддержке Уго Чавеса кандидаты «Подемос» выиграли выборы губернаторов штатов Сукре и Арагуа, а также завоевали посты мэров 10 муниципалитетов.
На парламентских выборах 4 декабря 2005 года «Подемос», благодаря отказу ведущих оппозиционных партий участвовать в них, смогла набрать 8,17 % и завоевать 18 мест, став второй силой в Национальной ассамблее после пропрезидентского Движения за Пятую республику. На президентских выборах 3 декабря 2006 года «Подемос» поддерживала Уго Чавеса, принеся ему 759 826 голосов (6,53 % от всех голосов по стране или 10,4 % от всех голосов за Чавеса), став таким образом четвёртой партией Венесуэлы после пропрезидентского Движения за Пятую республику и ведущих оппозиционных партий «Новое время» и «За справедливость».
Сразу после своей третьей подряд победы Уго Чавес выступил с инициативой объединения всех сторонников Боливарианской революции в одну партию. В марте 2007 года лидер «Подемос» Исмаэль Гарсия высказался против объединения с Единой социалистической партии Венесуэлы (ЕСПВ), создаваемой Чавесом, отметив, что это не означает прекращение поддержки президента. Гарсия хотел сохранить независимость партии, подчеркнув её немарксистскую идеологию. Отказ от объединения с партией Чавеса спровоцировал раскол, в результате которого в ЕСПВ перешли губернатор штата Яракуй Карлос Хименес, 9 из 18 депутатов Национальной ассамблеи, 22 из 42 мэров и 15 из 24 региональных лидеров.
Нежелание присоединиться к ЕСПВ, приведшее к расколу внутри партии, стало лишь первым сигналом нарастающих противоречий между лидерами «Подемос» и Чавесом. Генеральный секретарь партии Исмаэль Гарсия объявил, что партия по прежнему поддерживает боливарианское правительство, но не все его решения. Впоследствии, разногласия с правительством Чавеса усилились из-за решения президента не продлевать лицензию на вещание для частной телесети Radio Caracas Televisión (RCTV). Фактически, окончательно «Подемос» разорвала свой союз с Чавесом, отказавшись поддержать предложенную президентом конституционную реформу, которая предусматривала, в частности, юридическое преобразование Венесуэлы в социалистическое государство, увеличение президентского срока с шести до семи лет и снятие ограничений на переизбрание. Партия присоединилась к античавистской оппозиции для проведения кампании «Нет». Референдум 2 декабря 2007 года отверг поправки Чавеса, сохранив конституцию.
Разорвав союз с Чавесом, лидеры «Подемос» тем не менее не стали присоединяться к блоку античавистских сил «Круглый стол демократического единства» (исп. Mesa de la Unidad Democrática, MUD), заявив, что выбирают «третий путь» между Чавесом и оппозицией. Впрочем, подобная позиция не помешала «Подемос» на региональных выборах 2008 года поддержать ряд оппозиционных кандидатов, в том числе Энрике Фернандо Саласа Фео, избранного губернатором штата Карабобо, Мореля Родригеса Авилу, ставшего губернатором Нуэва-Эспарта, и Сесара Переса Виваса, победившего на выборах губернатора штата Тачира. В целом, выборная кампания 2008 года для партии окончилась неудачно, она смогла набрать только 194 842 голоса (1,76 %), став лишь восьмой партией страны. На выборах мэров ей удалось победить только в двух муниципалитетах. В дальнейшем, сближение «Подемос» с античавистской оппозицией продолжилось, приведя к вступлению партии в MUD в 2009 году.
На парламентских выборах 26 сентября 2010 года «Подемос» набрала 423 991 голос, что составило 3,75 % от всех голосов и 8,35 % от голосов, поданных за «Круглый стол демократического единства», став восьмой партией страны и шестой среди оппозиции. Партии удалось провести в парламент 3 депутатов, одного по списку и двоих по мажоритарному округу в штате Ансоатеги. В декабре 2010 года прошли региональные и муниципальные выборы в ряде штатов. В ходе оппозиционных праймериз кандидат «Подемос» Вильмер Окендо сумел выиграть борьбу за право представлять MUD на выборах мэра муниципалитета Миранда (штат Сулия), что не помогло ему одержать победу (33,31 % голосов).
Сближение с античавистской оппозицией вызвало недовольство части членов «Подемос». Конфликт внутри партии между сторонниками и противниками Чавеса обострился в преддверии президентских выборов 2012 года, когда перед ней встал вопрос, поддержать переизбрание Чавеса или выступить в поддержку единого кандидата античавистской оппозиции Энрике Каприлеса. В итоге конфликт был разрешён Избирательной палатой Верховного суда Венесуэлы (исп. Sala Electoral del Tribunal Supremo de Justicia de Venezuela), которая признала законными руководителями «Подемос» Дидалко Боливара, Херсона Переса и Родриго Медину. Новое руководство партии вывело её из MUD и присоединилось к пропрезидентскому блоку «Большой патриотический полюс». На президентских выборах «Подемос» принесла Чавесу 156 158 голосов (1,04 % от общего количества голосов или 1,91 % от голосов поданных за Чавеса).
Вскоре после своего переизбрания Чавес скончался, что привело к досрочным президентским выборам 14 апреля 2013 года, на которых «Подемос» поддержала преемника Чавеса Николаса Мадуро, принеся ему 210 478 голосов (1,40 % от общего числа голосов или 2,77 % поданных за Мадуро).
Результаты очередных муниципальных выборов, перенесённых из-за смерти Чавеса на 8 декабря 2013 года, оказались для партии провальными. Ей не удалось одержать победу ни в одном из венесуэльских муниципалитетов. Неудачными оказались и муниципальные выборы 2014 года.
В парламентских выборах 6 декабря 2015 года «Подемос» приняла участие в составе левой коалиции «Большой патриотический полюс». Итоги выборов для чавистов оказались неутешительными. Впервые с 2000 года оппозиция смогла получить большинство в парламенте. Ещё хуже итоги оказались для «Подемос», которая впервые в своей истории осталась без представительства в Национальной ассамблее. Теперь в соответствии с законом о политических партиях «Подемос», получившей менее 1 % голосов, придётся представить в Национальный избирательный совет для проверки списки своих сторонников, чтобы подтвердить свою регистрацию как политической партии.